# La Manchuela
Die Comarca La Manchuela ist eine der sieben Comarcas in der Provinz Albacete der autonomen Gemeinschaft Kastilien-La Mancha.
Sie umfasst 24 Gemeinden auf einer Fläche von 1.718,38 km² mit dem Hauptort Madrigueras.

## Gemeinden
| Gemeinde             | Einwohner (2024) | Fläche km² | Dichte Einw./km² | Cod INE | Postleitzahl |
| -------------------- | ---------------- | ---------- | ---------------- | ------- | ------------ |
| Abengibre            | 759              | 30,77      | 25               | 02001   | 02250        |
| Alatoz               | 497              | 63,86      | 8                | 02002   | 02152        |
| Alborea              | 676              | 72,05      | 9                | 02005   | 02215        |
| Alcalá del Júcar     | 1.117            | 146,82     | 8                | 02007   | 02210        |
| Balsa de Ves         | 124              | 76,35      | 2                | 02013   | 02214        |
| Carcelén             | 487              | 75,36      | 6                | 02020   | 02153        |
| Casas de Juan Núñez  | 1.361            | 88,98      | 15               | 02021   | 02151        |
| Casas de Ves         | 548              | 125,09     | 4                | 02023   | 02212        |
| Casas-Ibáñez         | 4.591            | 103,22     | 44               | 02024   | 02200        |
| Cenizate             | 1.160            | 63,26      | 18               | 02026   | 02247        |
| Fuentealbilla        | 1.799            | 108,29     | 17               | 02034   | 02260        |
| Golosalvo            | 85               | 28,18      | 3                | 02036   | 02253        |
| Jorquera             | 358              | 67,97      | 5                | 02041   | 02248        |
| Madrigueras          | 4.658            | 73,31      | 64               | 02045   | 02230        |
| Mahora               | 1.465            | 108,14     | 14               | 02046   | 02240        |
| Motilleja            | 668              | 23,82      | 28               | 02052   | 02220        |
| Navas de Jorquera    | 533              | 42,26      | 13               | 02054   | 02246        |
| Pozo-Lorente         | 386              | 80,96      | 5                | 02064   | 02154        |
| La Recueja           | 221              | 29,74      | 7                | 02066   | 02249        |
| Valdeganga           | 1.961            | 70,76      | 28               | 02075   | 02150        |
| Villa de Ves         | 55               | 57,54      | 1                | 02077   | 02213        |
| Villamalea           | 3.973            | 127,99     | 31               | 02079   | 02270        |
| Villatoya            | 113              | 18,82      | 6                | 02082   | 02215        |
| Villavaliente        | 201              | 34,84      | 6                | 02083   | 02154        |
| Comarca La Manchuela | 27.796           | 1.718,38   | 16               | –       | –            |